# Aeroportul Osijek
Aeroportul Osijek (în croată Zračna luka Osijek) (IATA: OSI, ICAO: LDOS) este un aeroport din Osijek, Cantonul Osijek-Baranja, Croația ce deservește zona Osijek. Aeroportul a fost tranzitat în 2022 de 15.875 de pasageri. A fost numit după zona deservită.
Situat la o altitudine de 88 m, aeroportul dispune de 1 pistă.

## Infrastructură

### Piste
Aeroportul dispune de o singură pistă. Pista are orientarea 11/29.